# Millebosc
Millebosc település Franciaországban, Seine-Maritime megyében. Lakosainak száma 238 fő (2022. január 1.). Millebosc Guerville, Incheville, Longroy, Melleville és Monchy-sur-Eu községekkel határos.

## Népesség
A település népességének változása:
| Lakosok száma | 261  | 254  | 255  | 247  | 244  | 244  | 237  | 233  | 238  |
|               | 2013 | 2015 | 2016 | 2017 | 2018 | 2019 | 2020 | 2021 | 2022 |